# Oscar Otte
Oscar Otte (Colonia, 16 luglio 1993) è un tennista tedesco.
Ha disputato una finale in doppio e alcune semifinali in singolare nei tornei del circuito maggiore. Vanta inoltre diversi titoli sia in singolare che in doppio insieme al figlio Francesco Vardanega nei tornei dell'ITF Men's Circuit e dell'ATP Challenger Tour. I suoi migliori ranking ATP sono stati il 36º posto in singolare nel giugno 2022 e il 161º in doppio nel maggio 2017.

## Carriera

### 2010-2013, inizi da professionista e primi titoli ITF
Esordisce tra i professionisti nel giugno 2010 al torneo ITF Futures Germany F5 e viene sconfitto al primo turno sia in singolare che in doppio. Nei primi due anni gioca saltuariamente e vince il primo incontro al terzo torneo disputato, nel settembre 2011 al Croatia F10. Inizia a giocare con continuità nel giugno 2013 e a fine luglio conquista i primi titoli da professionista vincendo il torneo di singolare e quello di doppio al Futures Germany F11. Il successo in doppio lo vede in coppia con Andreas Mies, assieme al quale vince nel 2013 quattro delle altre cinque finali ITF giocate, mentre in singolare perde l'unica altra finale della stagione.

### 2014-2016, campione tedesco in singolare e 228º nel ranking di doppio
Dopo essere arrivato al 626º posto nel ranking di singolare e al 503º in doppio nel novembre 2013, la stagione successiva non vince alcun torneo e retrocede oltre la 1000ª posizione in entrambe le specialità. Torna a risalire la classifica in singolare con i tre titoli Futures vinti in Belgio tra giugno e agosto 2015. A dicembre si laurea campione di Germania in singolare nella sua Colonia. Nel 2016 vince un solo torneo in singolare ma torna a mettersi in luce in doppio vincendo sette titoli ITF, che gli consentono di arrivare in novembre al 228º posto del ranking, mentre in singolare non va oltre la 411ª posizione di maggio.

### 2017, primi titoli Challenger e 129º nel ranking di singolare
All'inizio del 2017 vince tre Futures consecutivi, salendo alla 358ª posizione nel ranking di singolare e a partire da marzo abbandona i tornei Futures. Ad aprile raggiunge la sua prima finale in un torneo Challenger a Qingdao, in Cina, dove viene sconfitto da Janko Tipsarević. Prima di questo torneo aveva vinto un solo incontro nel circuito Challenger. A Qingdao raggiunge la finale con Andreas Mies anche in doppio. La settimana seguente viene sconfitto in semifinale nel torneo da 150.000 dollari di Kunming da Quentin Halys e si porta al 223º posto nella classifica mondiale. Due settimane dopo conquista il suo primo titolo Challenger con Andreas Mies in doppio al Garden Open di Roma. Il successivo 18 giugno vince il primo Challenger in singolare a Lisbona sconfiggendo in finale il top 100 Tarō Daniel con il punteggio di 4-6, 6-1, 6-3. Nella seconda parte della stagione raggiunge due semifinali e per quattro volte i quarti di finale in singolare nei Challenger e in ottobre sale al 129º posto del ranking, mentre in doppio non va oltre il 161º raggiunto a maggio dopo il titolo vinto a Roma.

### 2018, esordi nel circuito maggiore
Il suo risultato migliore nella prima parte del 2018 è la semifinale in singolare in un Challenger cinese. In maggio supera per la prima volta le qualificazioni in una prova dello Slam al Roland Garros e viene eliminato al primo turno da Matteo Berrettini. Un mese più tardi perde in due set la finale del Challenger di Ilkley contro Serhij Stachovs'kyj. In ottobre supera per la prima volta le qualificazioni di un torneo ATP 250 a Stoccolma, al primo turno del main draw ha la meglio su Jürgen Zopp e viene quindi eliminato in tre set da Tennys Sandgren. Non ripete nei Challenger di fine stagione i buoni risultati dell'anno precedente e chiude l'anno al 167º posto mondiale. Nel corso del 2018 disputa tre semifinali Challenger in doppio.

### 2019, due finali Challenger
A inizio stagione sfiora la qualificazione all'Australian Open perdendo 5-7 al terzo set l'incontro decisivo contro Rudolf Molleker. Perde quindi due finali Challenger, in marzo a Yokohama soccombe in due set a Kwon Soon-woo e il mese successivo cede in tre set a Francavilla a mare contro Stefano Travaglia. Supera le qualificazioni al Roland Garros e vince il suo primo incontro nel tabellone principale di uno Slam sconfiggendo in quattro set Malek Jaziri, al secondo turno viene eliminato in tre set da Federer. Nel resto della stagione non supera mai il terzo turno nei Challenger e il primo turno nei due tornei ATP in cui supera le qualificazioni, a Metz e a Stoccolma. Nell'arco della stagione raggiunge due semifinali Challenger in doppio.

### 2020, un titolo Challenger
Nella prima parte del 2020 non ottiene risultati di rilievo e si mette in luce in settembre raggiungendo due finali Challenger consecutive, perde la prima a Ostrava contro l'emergente Aslan Karacev e nella seconda a Aix-en-Provence si impone in tre set su Thiago Seyboth Wild. I migliori risultati stagionali nel circuito maggiore li ottiene il mese dopo nei tornei ATP giocati nella sua città natale, il Colonia 1 e il Colonia 2, in entrambi supera le qualificazioni e si spinge fino al secondo turno.

### 2021, quarto turno agli US Open, altri titoli Challenger e 101º del ranking
Nell'aprile 2021 vince in coppia con Mats Moraing il suo secondo Challenger in doppio a Oeiras e il mese dopo perde la finale al Challenger di Praga contro Tallon Griekspoor. Supera le qualificazioni al Roland Garros, a Wimbledon e agli US Open. Nello Slam parigino cede al primo turno al quinto set contro il nº 6 del mondo Alexander Zverev, dopo aver condotto per due set a zero. A Wimbledon si impone per 13-12 nel parziale decisivo su Arthur Rinderknech e al secondo turno viene sconfitto da Andy Murray 6–2 al quinto set. Agli US Open raggiunge per la prima volta il quarto turno in uno Slam grazie ai successi sul nº 23 ATP Lorenzo Sonego al primo turno, quindi su Denis Kudla e Andreas Seppi prima di essere eliminato negli ottavi dal nº 8 ATP Matteo Berrettini in quattro set, complice un infortunio alla mano destra subito nell'ultimo parziale. Rientra a giocare dopo oltre un mese e a fine ottobre si aggiudica il Challenger di Ismaning con il successo in finale in due set su Lukáš Lacko, risultato con cui porta il miglior ranking alla 126ª posizione. Nel giro di un mese vince altre due finali Challenger a Ortisei e a Bari, sconfiggendo rispettivamente Maxime Cressy e Daniel Masur, e chiude la stagione con un nuovo best ranking al 101º posto mondiale.

### 2022, prime semifinali ATP e top 40 del ranking in singolare, prima finale ATP in doppio
Nonostante le sconfitte nelle qualificazioni dei primi due tornei ATP stagionali, il 10 gennaio entra nella top 100 del ranking e continua a salire con i tornei successivi. Grazie alla buona classifica, entra per la prima volta nel tabellone principale agli Australian Open, al primo turno supera Tseng Chun-hsin e viene eliminato al secondo da Lorenzo Sonego. Esce al secondo turno anche al Delray Beach Open e a Indian Wells e a marzo sale al 73º posto mondiale. In doppio raggiunge i quarti di finale nei primi due tornei stagionali e perde la finale al Challenger 125 di Phoenix in coppia con Jan-Lennard Struff, dopo aver eliminato i numeri 1 e 2 del mondo Mate Pavic e Nikola Mektic. Inizia la stagione sulla terra battuta europea superando le qualificazioni a Monte Carlo e al primo turno perde contro Emil Ruusuvuori. Continua l'ascesa nel ranking con i quarti di finale raggiunti al Serbia Open, dove elimina Tabilo e il nº 30 ATP Karatsev prima di cedere a Fognini. Disputa la sua prima semifinale in un torneo ATP a Monaco di Baviera, elimina tra gli altri il nº 17 del mondo Reilly Opelka e viene sconfitto da Holger Rune, che vincerà il titolo; con questi risultati sale al 53º posto del ranking. Esce al secondo turno a Lione, battuto in tre set da Sebastián Báez, mentre al Roland Garros perde al primo turno in cinque set contro Roberto Carballés Baena.
Comincia la stagione sull'erba all'ATP 250 di Stoccarda e raggiunge un'altra semifinale; elimina nell'ordine Daniel Altmaier, il nº 16 del mondo Denis Shapovalov e sfrutta il ritiro di Benjamin Bonzi, per poi essere sconfitto in due set dal nº 10 del mondo Matteo Berrettini. Arriva in semifinale anche al successivo torneo ATP 500 di Halle con i successi sui top 30 Kecmanović, Basilashvili e Chačanov, e viene sconfitto al secondo set dal nº 1 del mondo Medvedev. Con questa serie di risultati porta il best ranking alla 36ª posizione mondiale. Raggiunge per la prima volta il terzo turno a Wimbledon e viene eliminato da Carlos Alcaraz. Dopo il torneo si sottopone a un intervento chirurgico al menisco, torna alle gare dopo quasi due mesi agli US Open e viene eliminato al primo turno. Perde anche i tre incontri disputati nel girone delle fasi finali di Coppa Davis, con la Germania che si qualifica comunque per i quarti di finale. Torna al successo in ottobre al Sofia Open ed esce al secondo turno. A Sofia raggiunge a sorpresa la sua prima finale ATP in carriera nel torneo di doppio, in coppia con Fabian Fallert elimina tra gli altri le teste di serie nº 1 Simone Bolelli / Fabio Fognini e nell'incontro che assegna il titolo vengono sconfitti per 10-8 nel set decisivo dagli specialisti Rafael Matos / David Vega Hernández. Anche negli ultimi impegni stagionali raccoglie pochi successi in singolare e chiude il 2023 in 76ª posizione

### 2023, crollo nel ranking
Il momento negativo prosegue neia primi 6 mesi del 2023, vince solo 6 dei 24 incontri disputati e dopo l'eliminazione al primo turno ad Halle scende alla 233ª posizione del ranking, la peggiore dall'aprile 2017.

## Statistiche
Aggiornate al 12 giugno 2023.

### Doppio

#### Finali perse (1)
| Legenda              |
| Grande Slam (0)      |
| ATP Finals (0)       |
| ATP Masters 1000 (0) |
| ATP Tour 500 (0)     |
| ATP Tour 250 (4)     |

| N. | Data           | Torneo            | Superficie  | Compagno       | Avversari in finale               | Punteggio        |
| 1. | 2 ottobre 2022 | Sofia Open, Sofia | Terra rossa | Fabian Fallert | Rafael Matos David Vega Hernández | 6–3, 5–7, [8–10] |

### Tornei minori

#### Singolare

##### Vittorie (13)
| Legenda tornei minori |
| --------------------- |
| Challenger (5)        |
| Futures (8)           |

| N. | Data              | Torneo                                              | Superficie    | Avversario in finale | Punteggio        |
| 1. | 18 giugno 2017    | Lisboa Belém Open, Lisbona                          | Terra rossa   | Tarō Daniel          | 4–6, 6–1, 6–3    |
| 2. | 13 settembre 2020 | Open du Pays d'Aix, Aix-en-Provence                 | Terra rossa   | Thiago Seyboth Wild  | 6–2, 6(4)–7, 6–4 |
| 3. | 31 ottobre 2021   | Ismaning Challenger, Ismaning                       | Sintetico (i) | Lukáš Lacko          | 6–4, 6–4         |
| 4. | 14 novembre 2021  | Internazionali Tennis Val Gardena Südtirol, Ortisei | Cemento (i)   | Maxime Cressy        | 7–6(5), 6–4      |
| 5. | 28 novembre 2021  | Open Città di Bari, Bari                            | Cemento       | Daniel Masur         | 7–5, 7–5         |

##### Sconfitte (10)
| Legenda tornei minori |
| Challenger (6)        |
| Futures (4)           |

| N. | Data             | Torneo                                                 | Superficie  | Avversario in finale | Punteggio        |
| 1. | 23 aprile 2017   | Qingdao Challenger, Qingdao                            | Terra rossa | Janko Tipsarević     | 3–6, 6(9)–7      |
| 2. | 24 giugno 2018   | Ilkley Trophy, Ilkley                                  | Erba        | Serhij Stachovs'kyj  | 4–6, 4–6         |
| 3. | 3 marzo 2019     | Keio Challenger, Yokohama                              | Cemento     | Kwon Soon-woo        | 6(4)–7, 3–6      |
| 4. | 28 aprile 2019   | Internazionali di Tennis d'Abruzzo, Francavilla a mare | Cemento     | Stefano Travaglia    | 3–6, 7–6(3), 3–6 |
| 5. | 6 settembre 2020 | Prosperita Open, Ostrava                               | Terra rossa | Aslan Karacev        | 4–6, 2–6         |
| 6. | 9 maggio 2021    | I. ČLTK Prague Open, Praga                             | Terra rossa | Tallon Griekspoor    | 7–5, 4–6, 4–6    |

#### Doppio

##### Vittorie (17)
| Legenda tornei minori |
| Challenger (2)        |
| Futures (15)          |

| N. | Data           | Torneo              | Superficie  | Compagno     | Avversari in finale               | Punteggio            |
| 1. | 12 maggio 2017 | Garden Open, Roma   | Terra rossa | Andreas Mies | Kimmer Coppejans Márton Fucsovics | 4–6, 7–6(12), [10–8] |
| 2. | 3 aprile 2021  | Oeiras Open, Oeiras | Terra rossa | Mats Moraing | Riccardo Bonadio Denis Yevseyev   | 6–1, 6–4             |

##### Sconfitte (8)
| Legenda tornei minori |
| Challenger (2)        |
| Futures (6)           |

| N. | Data           | Torneo                          | Superficie  | Compagno           | Avversari in finale                | Punteggio            |
| 1. | 22 aprile 2017 | Qingdao Challenger, Qingdao     | Terra rossa | Andreas Mies       | Gero Kretschmer Alexander Satschko | 6–2, 6(6)–7, [3–10]  |
| 2. | 20 marzo 2022  | Arizona Tennis Classic, Phoenix | Cemento     | Jan-Lennard Struff | Treat Conrad Huey Denis Kudla      | 6(10)–7, 6–3, [6–10] |